# Crack Down
Crack Down är ett arkadspel och ett skjutarspel, utvecklat och utgivet av Sega. Det släpptes för första gången 1989. Spelet släpptes även till Sega Mega Drive 1990. Det släpptes även till hemdatorer i USA av U.S. Gold. Spelet finns även i ett antal andra format, däribland ZX Spectrum och Virtual Console (Wii).